# Ullmann István
Baranyavári Ullmann István, külföldön Stephen Ullmann (Budapest, 1914. június 13. – London, 1976. január 10.) nyelvész, filológus, egyetemi tanár, Ullmann Móric nagykereskedő, bankár unokája, Ullmann Adolf közgazdász unokaöccse.

## Élete
Ullmann István (1882–?) pénzügyi titkár és Jellinek Piroska (1887–1951) gyermekeként született. Édesanyja első férje Hűvös Iván zeneszerző volt. 1919-ben szüleivel kikeresztelkedett az evangélikus vallásra. Már a középiskolában kitűnt átlagon felüli nyelvtehetségével: az akkoriban kötelező latinon, németen és francián kívül angolul és olaszul is megtanult, s később mint romanista a többi újlatin nyelvet is elsajátította. 1932-től a Pázmány Péter Tudományegyetem bölcsészettudományi karának magyar–angol szakos hallgatója volt. 1936-ban summa cum laude doktorált az Olasz hatások a renaissance-kori angol irodalmi nyelvben című disszertációjával. Ekkortól rendszeresen jelentek meg cikkei hazai és külföldi szakfolyóiratokban. 1939-ben Angliában telepedett le és idővel megszerezte a brit állampolgárságot is. A második világháború alatt a BBC figyelőszolgálatánál dolgozott, de közben folytatta jelentéstani és stilisztikai kutatásait. 1946-ban kinevezést kapott a Glasgow-i Egyetemre, ahol a romanisztika és az általános nyelvészet tanára lett. 1949-ben irodalomtudományból doktorátust szerzett. 1952 és 1968 között a Leeds-i Egyetemen tanított a romanisztikai (1964-től francia nyelvi és romanisztikai) tanszéken. 1968-ig töltötte be az állást. Ekkortól kezdte meg vendégtanári és -előadói tevékenységét: 1964-ben és 1966-ban Torontóban, 1965-ben a michigani Ann Arborban, 1967–1968-ban a Harvard Egyetemen, 1974-ben az ausztráliai Canberrában volt vendégprofesszor. Közben előadókörutakon vett részt Franciaországban, Nyugat-Németországban, Hollandiában, Belgiumban, Portugáliában, Finnországban, Jugoszláviában, Kanadában, az Egyesült Államokban, Indiában, sőt három kelet-afrikai egyetemen is közreműködött. 1968-tól az Oxfordi Egyetem neolatin nyelvészeti tanszékének és az oxfordi Trinity College-nek a professzora. 1970-től a Philological Society elnöke volt.
Házastársa Gáspár Zsuzsanna volt, akit 1939-ben vett nőül. Három gyermekük született: Diana, Michael és Patricia.

## Főbb művei
- Morus Tamás Dialógusa a magyar–török háborúról (Budapest, 1940)
- The epic of the Finnish nation (London, 1940)
- A jelentésváltozások törvényszerűsége (Budapest, 1941)
- Précis de semantique française (Paris–Bern, 1952)
- Style in the French novel (Cambridge, 1957)
- The Image in the Modern French Novel (1960)
- Semantics. An introduction to the science of meaning (Oxford, 1962)
- Választás és kifejező érték (különnyomat a Szegedi Tanárképző Főiskola Tudományos Közleményeiből, Szeged, 1963)
- Language and style (Oxford, 1964)
- Meaning and Style (1973)